# We Kill Everything
We Kill Everything è il settimo album in studio del gruppo rock-satirico statunitense GWAR, pubblicato nel 1999.

## Tracce
1. Babyraper – 2:35
2. Fishfuck – 1:45
3. The Performer – 3:23
4. A Short History of the End of the World (Part VII (The Final Chapter (abbr.))) (Instrumental) – 3:27
5. Escape from the Moose Lodge – 5:24
6. Tune from Da Moon (Vocals by Scroda Moon) – 2:26
7. Jiggle the Handle (Vocals by Oderus Urungus, Scroda Moon, Beefcake the Mighty, Slymenstra Hymen & Timmy the Talking Toilet) – 5:28
8. Nitro-Burnin' Funny Bong – 3:27
9. Jagermonsta – 2:50
10. My Girly Ways (Vocals by Slymenstra Hymen) – 2:59
11. The Master Has a Butt – 4:05
12. We Kill Everything – 6:57
13. Child – 2:51
14. Penile Drip – 2:38
15. Mary Anne (Vocals by BalSac the Jaws of Death) – 2:42
16. Friend – 1:17
17. Fuckin' An Animal – 3:08